# Люди правди
Люди правди — сукупне позначення для людей - журналістів, громадських діячів, політиків, вчителів, селян - як українців, так і іноземців, що в межах своїх можливостей намагались донести до української та світової спільноти інформацію про вчинюваний відносно України та українців геноцид, зокрема Голодомор 1932-1933 років. Одні публікували статті в західній пресі, інші – описували побачене й пережите у своїх щоденниках чи просто фотографували той жах, що відбувався навколо. 
Ця діяльність здійснювалась в умовах потужної протидії, репресивного апарату на окупованих теренах України, а за її межам - мережі агентів, зокрема серед журналістів та культурних діячів, а також щирих симпатиків радянського режиму з ідеологічних міркувань, так званих "корисних ідіотів".

Термін впроваджено у широкий вжиток українською історичною спільнотою в рамках процесів відродження української історичної пам'яті після та внаслідок перемоги Революції гідності.
Комуністичний режим намагався не тільки приховати правду про Голодомор в Україні, але й назавжди знищити крихти пам’яті про цей злочин. Небезпечним було не тільки писати про це в пресі, листах до партійних «вождів» або ж родичів за кордон, але навіть згадувати в приватних щоденниках. Будь-який необережний запис міг зруйнувати життя, вилитися в десятиліття таборів ҐУЛАҐу. Однак, попри всі небезпеки, у найважчі часи знаходилися люди, що, відчуваючи свою відповідальність перед наступними поколіннями, не могли мовчати, намагалися розповісти правду.

У 2015 році ми згадували Людей правди – тих, хто не боялися говорити та писати про Голодомор навіть у часи, коли це могло коштувати життя. Щоб світ знав.
Формальний перелік осіб, віднесених до "Людей правди" відсутній, однак за висновками Українського інституту національної пам'яті, до цього переліку можуть бути включені, зокрема:
Вільям Генрі Чемберлин (1897–1969) – американський журналіст, московський кореспондент бостонської газети “ChristianScienseMonitor”, історик. У жовтні 1933-го подорожував Україною. Повідомлення з цієї мандрівки до Бостона він надсилав із осені 1934-го, коли назавжди залишив СРСР. Тоді ж вийшла його книжка “Залізна доба Росії”. В окремому розділі про Україну він розповідав, що голод охопив територію з населенням 60 млн, а кількість жертв становила 3–4 млн осіб. У 1944 р. у Нью-Йорку вийшла ще одна книга Вільяма Чемберлина “Україна: пригнічена нація”.
Малкольм Маґґерідж (1903–1990) – британський журналіст, автор низки статей із описом голоду в Україні та роману “Зима у Москві”, виданого у 1934 р. У 1933 р. дістався до охопленої голодом України. Завдяки його репортажам Велика Британія дізналась про голод. У 2008 р. за вагомий особистий внесок у донесення до світової спільноти правди про геноцид Українського народу під час Голодомору 1932–1933 рр. ҐаретДжоунз та Малколм Маґґерідж були нагороджені (посмертно) орденом “За заслуги” III ступеня.
Улас Самчук (1905–1987) – український письменник. У 1934 р. Самчук завершує роботу над романом “Марія” – першим художнім твором на тему Голодомору, який має посвяту “Матерям, що загинули голодною смертю на Україні в роках 1932–1933”. Жах матері у голодні роки полягав у тому, що вона ніяк не могла зарадити стражданням дитини, яка повільно угасала на її очах, і частіше за все помирала першою. В Україні роман вийшов лише у 1991 р.
Ґарет Джонс (1905–1935) – британський журналіст. Автор понад 20 статей на тему голоду. Він тричі побував у Радянському Союзі, востаннє – у березні 1933 р. Порушивши заборону на в’їзд іноземним журналістам до України, нелегально здійснив поїздку Харківською областю. 29 березня 1933 р. Ґарет скликав прес-конференцію в Берліні, на якій уперше публічно заявив про Голодомор. Прес-реліз був опублікований багатьма газетами, зокрема “New York Evening Post” та “Manchester Guardian”. Всього Джоунз до 1935 р. видав декілька десятків статей на тему голоду та побаченого в голодній Україні.
Джеймс Мейс (1952–2004) – американський історик, голова Комісії Конгресу США зі збору свідчень очевидців голоду, автор безлічі публікацій про Голодомор. У результаті роботи Комісії зі збору свідчень опубліковано тритомник майже двох сотень усних свідчень про голод в Україні. В нашій країні ці матеріали перевидані у 2008 р. У 1993 р. Джеймс Мейс переїхав до України. Працював у Києво-Могилянській академії, займався політологією і дослідженням Голодомору. Він характеризував українське суспільство як постгеноцидне: “Це глибоко травматизований, зранений організм, який щосили намагається забути про жахи минулого...”. Саме Мейс запропонував запалити свічки в знак пам’яті за померлими: “…щоб прості українці запалили в цей день у вікнах свічки – вони стануть поминальними свічками за батьками, дідами, прадідами, вони освітять майбутнє без жертв, без насильства, без жахів”. 26 листопада 2005 р. його нагороджено орденом князя Ярослава Мудрого II ступеня (посмертно).
Йоган Людвіґ Мовінкель (1870–1943) – Прем’єр-міністр Норвегії, Президент Ради Ліги Націй у 1933 р., який виніс питання Голодомору на розгляд Ради Ліги Націй. Успішний бізнесмен, прихильник економічного об’єднання європейських країн на основі зони вільної торгівлі. Один із предтеч Європейського Союзу. Противник нацистів. У 1933 р. йому були передані матеріали про голод одразу від кількох українських і міжнародних організацій. Такий дипломатичний хід переконав його пролобіювати українське питання. Втім, зусилля Мовінкеля не увінчалися успіхом. 29 вересня 1933 р. в Женеві відбулося засідання Ліги Націй за участі 14 держав. Мовінкель чотири рази брав слово, щоб переконати представників країн-учасниць у важливості допомоги жителям радянської України. Однак його заклик не був підтриманий. Постійні члени Ради Велика Британія та Франція висловилися проти. Врешті-решт вирішено передати українську справу на розгляд Міжнародного Червоного Хреста, який у свою чергу звернувся до радянського уряду з пропозицією дати згоду на організацію міжнародної допомоги для голодуючих. На це в грудні 1933 р. з Москви надійшла відповідь, в якій було заявлено, що жодного голоду в УСРР і Північному Кавказі немає.
Олександра Радченко (1896–1965) – вчителька з Харкова, свідок Голодомору, автор щоденника, в якому описала перебіг тих страшних подій. Мала трьох дочок – Еліду, Віру, Діну. Сім’я пережила Голодомор, Великий терор та Другу світову війну. Олександру було заарештовано в серпні 1945 р. При обшуку вилучено сім зошитів – щоденників 1926–1945 рр. П’ять-шість зошитів спалили діти Олександри Миколаївни, побоюючись арешту та намагаючись допомогти матері, яка була під слідством. Комуністичний суд виніс жорстокий вирок – 10 років ГУЛАГу. Олександра Радченко повернулася в Україну лише в серпні 1955 р., після відбуття повного терміну ув'язнення. 23 липня 1991 р. Олександру Радченко посмертно реабілітували. Матеріали слідства, разом із щоденниками віднайдено лише у 2001 р.
Марко Желізняк (1893–1982) – селянин-фотоаматор із села Удачне на Донеччині. Село від початку 1920-х мало свого фотолітописця. Він знімав усе: від першого трактора в Удачному до страхітливих подій Голодомору. Камера Желізняка зафіксувала розкуркулення та відбирання хліба. Зберігши знімки, він лише після смерті Сталіна написав коментарі до них.
Нестор Білоус (1889–1972) – колгоспний сторож із Харківщини (с. Леб’яже), свідок Голодомору, автор щоденника. Щоденник вів із 1911 року, хоча мав всього три класи церковно-парафіяльної школи. Брав участь у Першій світовій війні. Пережив голод 1921–1922 рр. і  Голодомор 1932–1933 рр., жахливі реалії якого описав простою мовою. На початку серпня 1937 року Нестора було заарештовано, а через кілька місяців засуджено на 6 років ув’язнення у ГУЛАГу за статтею 54–10 Карного кодексу УРСР – “контрреволюційна діяльність, спрямована на підрив колгоспного ладу”. Білоуса визнали винним у тому, що він “неоднократно в разговорах с членами колхоза “Красный колос” проводил контрреволюционную агитацию и вел дневник, куда записывал свои контрреволюционные мысли”. 30 липня 2008 р. Харківська обласна прокуратура переглянула справу Н. Білоуса і на підставі ст. 1 Закону України “Про реабілітацію жертв політичних репресій в Україні” винесла рішення про його повну реабілітацію.
Мілена Рудницька (1892–1976) – громадська активістка, депутатка польського Сейму, автор статей на тему Голодомору. Мілена стала неофіційним послом, яка за допомогою офіційних і приватних зустрічей із представниками різних країн світу та керівників неурядових установ намагалася змінити суспільну думку та вплинути на Радянський Союз. Ці сподівання ґрунтувалися на винесенні питання про голод на розгляд Ліги Націй та допомогу Міжнародного Червоного Хреста. Рудницькій вдалося приватно провести зустріч із Головою Ради Ліги Націй – Прем’єр-міністром та міністром закордонних справ Норвегії доктором Йоганом Людвіґом Мовінкелем. Останньому були передані матеріали про голод одразу від кількох міжнародних і українських організацій.
Рафаель Лемкін (1900–1959) – американський юрист, автор статті “Радянський геноцид в Україні”, книги “Правління Осьових сил в окупованій Європі”. Саме він уперше застосовував термін “геноцид” до Голодомору 1932-1933 років, визначивши його як “координоване планування різних дій спрямованих на знищення основоположних основ життя національних груп, з метою повного винищення самих цих груп”. За допомогою його зусиль термін геноцид було додано до переліку звинувачень проти найвищого командування нацистів. Він був одним із авторів резолюції Генеральної Асамблеї ООН – “Конвенції про запобігання та покарання злочинів геноциду”, в якій було надано остаточне визначення геноциду в юридичних термінах.
Віктор Кравченко (1905–1966) – колишній радянський функціонер, автор книг “Я обрав свободу” і “Я обираю справедливість”. У 1944-му зумів втекти на Захід та опублікувати бестселер “Я обрав свободу”, де описав колективізацію, Голодомор, Великий терор, свідком яких був. У цей самий час Міністерство державної безпеки СРСР організувало міжнародну кампанію з дискредитації Кравченка. Тривалий судовий розгляд, що проходив від 24 січня до 22 березня 1949 р. в Парижі, був названий “процесом століття” через кількість залучених свідків з обох боків. Від Кравченка це були переважно безпосередні свідки злочинів комуністичної системи. Захист спирався переважно на свідчення відомих осіб. Суд став н
а бік Кравченка і присудив йому компенсацію в розмірі 50 тис. франків.
Андрей Шептицький (1865–1944) – митрополит Української греко-католицької церкви. 24 липня 1933 р. разом із вищим духовенством церкви проголошує відозву “Україна в передсмертних судорогах”. У ній він закликає християн усього світу поширювати правду про Голодомор в Україні і надавати допомогу голодуючому українському народові. Пастирське послання зачитали у греко-католицьких церквах як в Галичині, так і поза її межами. Про нечуваний злочин у радянській Україні митрополит поінформував Ватикан. Наступного дня після оголошення відозви 35 українських громадських організацій та партій об’єдналися в Український громадський комітет рятунку України, який став координатором допомоги голодуючим. Утім, радянська влада від будь-якої зовнішньої допомоги відмовлялася, приховуючи факт геноциду в Україні.
Роберт Конквест (1917–2015) – американський історик-радянолог, автор книги “Жнива скорботи” – найґрунтовнішої наукової праці про Голодомор. “Жнива скорботи” з’явилися у 1986 р. у престижному OxfordUniversityPress й до сьогодні залишаються найвідомішою у світі працею про Україну. Висновок автора полягає в тому, що селянство підрадянської України стало жертвою страхітливого експерименту – “терору голодом”. У 1993 р. книга “Жнива скорботи” вийшла друком і в Україні. У 2005 р. її автор нагороджений найвищою цивільною нагородою у Сполучених Штатах Америки – “Президентською медаллю Свободи”. Президент України Віктор Ющенко за вагомий особистий внесок у дослідження голодоморів в Україні у 2005 р. нагородив орденом князя Ярослава Мудрого V ступеня.
Володимир Маняк (1934–1992) і Лідія Коваленко-Маняк (1936–1993)– відомі українські громадсько-політичні діячі, публіцисти, журналісти. Вони одними з перших в радянській Україні почали досліджувати Голодомор. З 1987-го збирали документи та свідчення понад 1000 очевидців геноциду й у 1991 р. видали “33-й: Голод: Народна Книга-Меморіал”. Подружжю Маняків посмертно присуджено у 1993 році Державну премію України ім. Т. Шевченка за вагомий внесок у дослідження голодоморів в Україні, привернення уваги міжнародної спільноти до визнання голодомору 1932–1933 в УРСР актом геноциду українського народу, активну громадянську діяльність щодо вшанування пам’яті жертв трагедії.[джерело?]